# Генрих (князь бодричей)
Генрих (до 1066 — 22 марта 1127) — князь бодричей в 1093—1127 годы, сын Готшалка и Сигрид Датской (дочери Свена II Эстридсена), брат Бутуя. Чеканил собственную монету.

## Борьба Генриха с Круто
После гибели отца в 1066 году бежал к родственникам матери в Данию. Около 1093 года Генрих набрал большой флот и совершил несколько опустошительных набегов на Старград (ныне Ольденбург в Гольштейне). Круто вынужден был разрешить Генриху вернуться в славянскую землю. По словам Гельмонда Круто планировал хитростью убить Генриха и лишь вмешательство жены Круто Славины этому помешало.
Вступив в соглашение со Славиной, Генрих позвал Круто на пир. После пира датчанин из свиты Генриха отрубил опьяневшему старому князю голову.

## Правление

### Начало правления

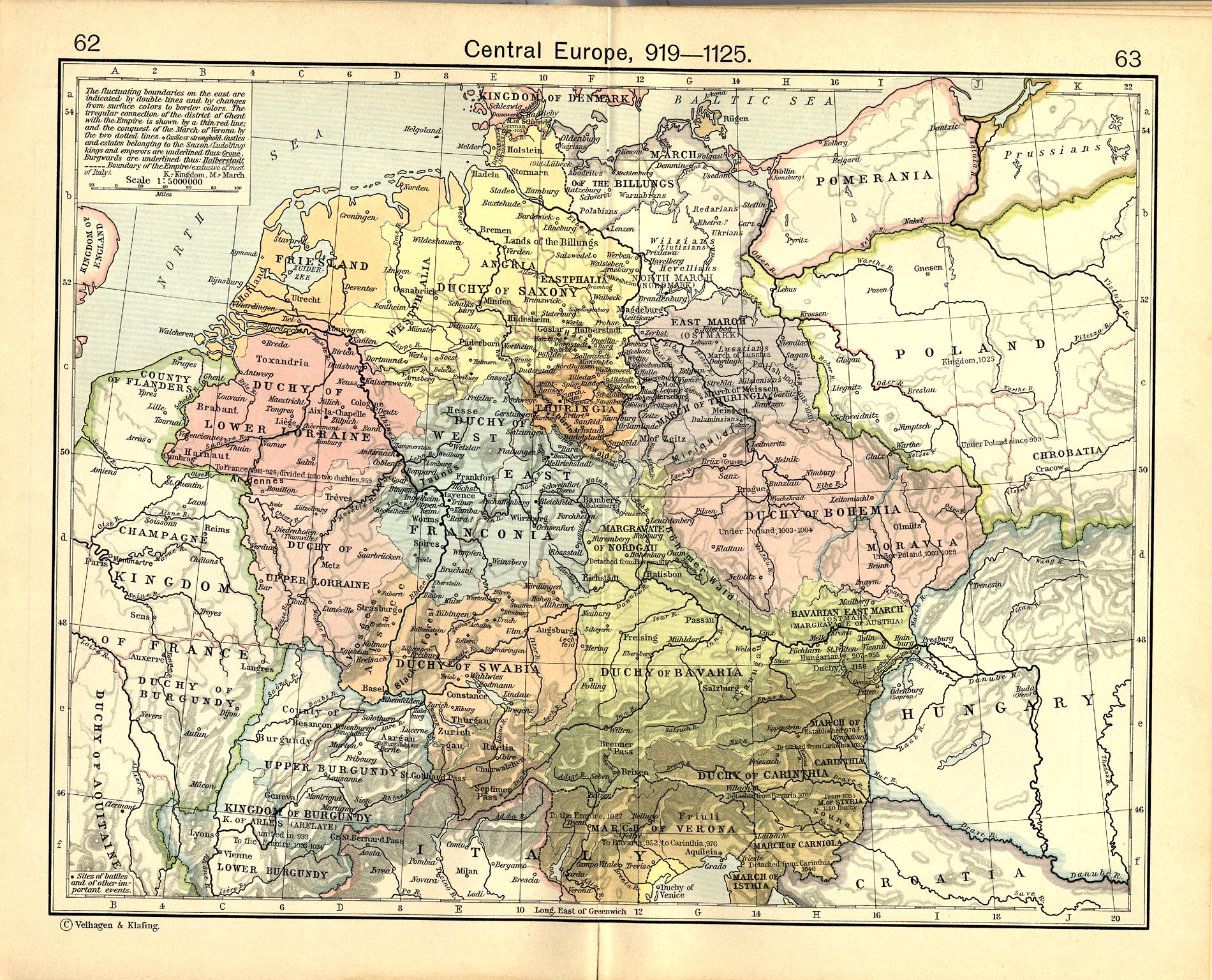
Центральная Европа в 918—1125 годы

После гибели Круто Генрих, по словам Гельмонда принес присягу Магнусу Саксонскому, своему двоюродному брату. Это было связано с тем что славянские племена жившие на востоке и юге державы Круто были недовольны Генрихом.
Получив военную поддержку у Магнуса, Генрих пошёл в поход. На поле Смилово (недалеко от Ратцебурга) Генрих разбил противников.

### Война с руянами
Позже Генрих поддерживал хорошие отношения с Адольфом I, графом голштинским. В 1110 году, когда Генрих находился в Старом Любеке (Любице), город был осаждён руянами (ранами).
По словам Гельмонда Генрих смог привести в город помощь и 1 сентября 1110 года разбить руян. Тот же хронист пишет:

И стали служить племена ран Генриху, платя [ему] дань, так же как вагры, полабы, бодричи, хижане, черезпеняне, лютичи, поморяне и все [другие] славянские племена, обитающие между Альбией и Балтийским морем и простирающиеся длинной полосой до самой земли полонов. Над всеми ними властвовал Генрих и во всей земле славянской и нордальбингской его называли королём.

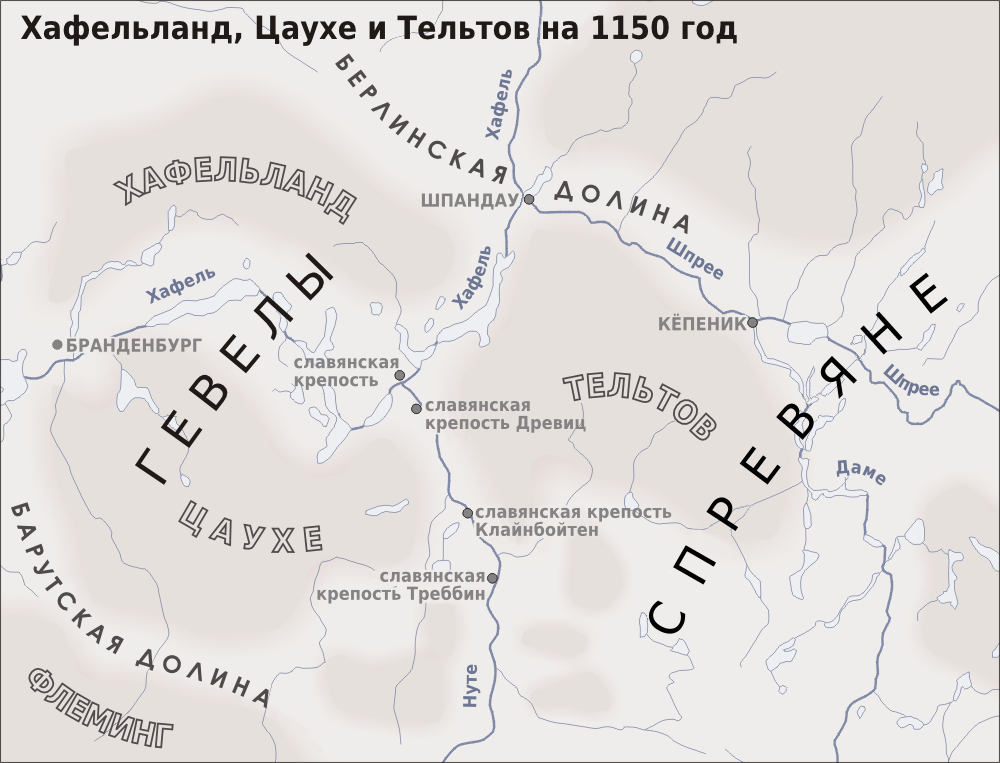
Земли стодорян (гавелян) ок. 1150 года

— Гельмольд из Босау. Славянская хроника 36. О ПОРАЖЕНИИ РАН

### Восстание
В 1101 году немцы Удо Штаде после четырехмесячной осады вновь завладели Бранибором, взяв под контроль долину Гавелы.
В 1105 году племена брежан  и стодорян (живших вблизи Хафельберга и Бранибора (Бранденбурга)) подняли восстание. Генрих
опасавшийся распространения восстания на свои земли пришел на помощь немцам (нордальбингам и голштинцам). После многомесячной осады он взял Хафельберг. А его сын Мистуй (во главе 200 саксов и 300 славян) разбил глинян.

### Смерть Вальдемара
Через какое то время руянами был убит Вальдемар. Генрих желая отомстить за сына обратился за помощью к саксам. 1600 саксонских воинов присоединилось к войску Генриха, направившемуся на Волигост. Перейдя реку Травну Генрих принял послов противника предлагавшего заплатить 200 марок ради заключения мира. Князь, посоветовавшись с воинами, отверг предложение руян.
Подойдя к городу Генрих заключил с руянским жрецом мир, согласно которому должен был получить 4400 марок. Но эта сумма оказалась чрезмерной, так как

когда они исчерпали свою общественную казну и все то золото и серебро, которое имелось [у них] дома, то и тогда едва половину уплатили.
— 38. ПОХОД СЛАВЯН В ЗЕМЛЮ РАН
Генрих разгневанный нарушением условий следующей зимой вместе с герцогом саксонским Лотарем совершил новый поход.

## Христианство
Резиденцией Генриха был город Любек. В правление Генриха это был единственный город где была церковь. Распространение христианства в княжестве начал Вицелин. Около 1127 он вместе пресвитерами Родольфом хильдесгеймским и Людольфом верденским получил разрешение на проповедь. Но в 1127 году Генрих умер. И был похоронен в монастыре святого Николая в Люнебурге.

## Наследство
Сыновья Генриха Святополк и Кнуд первоначально имели каждый своё владение.
Но, по словам Гельмонда, Святополк

желая властвовать один, причинил Кнуту, своему брату, много обид и, наконец, с помощью гользатов осадил его в крепости Плуне.
— 48. О СВЯТОПОЛКЕ
В этот раз братьев удалось примирить. Но ок. 1127 года Кнут был убит в Лютенбурге. В 1129 году голштинцем Дазо был убит Святополк. Его сын Звинике около 1129 года был убит графом Зигфридом Эртенебургским. А права на славянское княжество купил у императора Лотаря Кнуд Лавард. Кнуд Лавард, пленив другого претендента Прибыслава, стал править над бодричами. В 1131 году погиб Кнуд Лавард, и державу разделили Прибыслав и Никлот.

## Семья и дети
Среди жен Генриха известна лишь Славина, которая упоминается около 1093 года у Гельмонда. Но Foundation for Medieval Genealogy считает, что два сына Генриха Мстивой и Вальдемар были от более раннего брака.
- Мистуй (Мстивой) (?—?)
- Вальдемар (? — ок. 1112 или ок. 1122)
- Святополк (? — 1128/1129)
- Кнуд (? — ок.1127)